# Segunda División 1983-1984 (Spagna)
La stagione 1983-1984 è stata la cinquantatreesima edizione della Segunda División, secondo livello del campionato spagnolo di calcio.

## Classifica finale
|  |     | Segunda División 1983-1984 | Pt | G  | V  | N  | P  | GF | GS | DR  |
|  | --- | -------------------------- | -- | -- | -- | -- | -- | -- | -- | --- |
|  | 1.  | Castilla                   | 50 | 38 | 19 | 12 | 7  | 69 | 47 | +22 |
|  | 2.  | Bilbao Athletic            | 50 | 38 | 20 | 10 | 8  | 61 | 39 | +22 |
|  | 3.  | Hércules                   | 45 | 38 | 16 | 13 | 9  | 46 | 35 | +11 |
|  | 4.  | Racing Santander           | 44 | 38 | 16 | 12 | 10 | 53 | 39 | +14 |
|  | 5.  | Elche                      | 43 | 38 | 16 | 11 | 11 | 64 | 40 | +24 |
|  | 6.  | Celta Vigo                 | 42 | 38 | 15 | 12 | 11 | 45 | 36 | +9  |
|  | 7.  | Barcellona Atlètic         | 40 | 38 | 14 | 12 | 12 | 55 | 48 | +7  |
|  | 8.  | Granada                    | 40 | 38 | 15 | 10 | 13 | 42 | 36 | +6  |
|  | 9.  | Deportivo La Coruña        | 39 | 38 | 14 | 11 | 13 | 37 | 39 | -2  |
|  | 10. | Castellón                  | 37 | 38 | 14 | 9  | 15 | 45 | 57 | -12 |
|  | 11. | Las Palmas                 | 36 | 38 | 12 | 12 | 14 | 46 | 52 | -6  |
|  | 12. | Recreativo Huelva          | 36 | 38 | 12 | 12 | 14 | 32 | 48 | -16 |
|  | 13. | Real Oviedo                | 35 | 38 | 13 | 9  | 16 | 44 | 49 | -5  |
|  | 14. | Atlético Madrileño         | 34 | 38 | 12 | 10 | 16 | 64 | 63 | +1  |
|  | 15. | Tenerife                   | 34 | 38 | 11 | 12 | 15 | 45 | 49 | -4  |
|  | 16. | Cartagena FC               | 33 | 38 | 9  | 15 | 14 | 35 | 46 | -11 |
|  | 17. | CD Linares                 | 32 | 38 | 11 | 10 | 17 | 39 | 55 | -24 |
|  | 18. | Algeciras                  | 32 | 38 | 10 | 12 | 16 | 34 | 45 | -11 |
|  | 19. | Palencia                   | 29 | 38 | 8  | 13 | 17 | 33 | 49 | -16 |
|  | 20. | Rayo Vallecano             | 29 | 38 | 7  | 15 | 16 | 34 | 51 | -17 |

### Verdetti
- Hércules,  Racing Santander e  Elche promosse in Primera División 1984-1985.
- CD Linares,  Algeciras,  Palencia e  Rayo Vallecano retrocesse in Segunda División B 1984-1985.

### Squadra capolista
- José Manuel Ochotorena (27)
- Juan Felipe Gallego (38)
- Francisco José Rodríguez (37)
- José Manuel Santos (31)
- Míchel (20)
- Ángel Martín González (33)
- José Benito Blanco Villa (27)
- José Ángel De Las Heras (29)
- Emilio Butragueño (21)
- José Ángel Ruiz (18)
- Francesc Xavier Julià (31)
- Allenatore Amancio Amaro Varela

Riserve
Vicente Blanco (28), Ángel Sánchez Candil (27), Francisco Pérez Durán (16), Miguel Pardeza (15), Francisco Ortiz (15), Rafael Martín Vázquez (14), Manuel Sanchís (10), Miguel Bolós (9), Juan José Jiménez (8), Alejandro López Ufarte (7), Francisco Javier Elola (6), José Antonio Serna (5)

## Classifica marcatori
|  | Gol | Marcatore         | Squadra            |
|  | --- | ----------------- | ------------------ |
|  | 23  | Julio Salinas     | Bilbao Athletic    |
|  | 21  | Emilio Butragueño | Castilla           |
|  | 15  | Bartolomé Mestre  | Castellón          |
|  | 15  | Gabriel González  | Atlético Madrileño |
|  | 14  | Rubén Cano        | Tenerife           |
|  |     |                   |                    |

## Statistiche

### Capoliste solitarie
- 2ª giornata:  Real Oviedo
- 5ª-6ª giornata:  Bilbao Athletic
- 8ª-9ª giornata:  Bilbao Athletic
- 14ª-18ª giornata:  Castilla
- 23ª-37ª giornata:  Bilbao Athletic

### Squadre
- Maggior numero di vittorie:  Bilbao Athletic (20)
- Minor numero di sconfitte:  Castilla (7)
- Migliore attacco:  Castilla (69 gol fatti)
- Miglior difesa:  Hércules (35 gol subiti)
- Miglior differenza reti:  Elche (+24)
- Maggior numero di pareggi:  Rayo Vallecano e  Cartagena FC (15)
- Minor numero di pareggi:  Real Oviedo e  Castellón (9)
- Maggior numero di sconfitte:  CD Linares e  Palencia (17)
- Minor numero di vittorie:  Rayo Vallecano (7)
- Peggiore attacco:  Palencia (33 gol fatti)
- Peggior difesa:  Atlético Madrileño (63 gol subiti)
- Peggior differenza reti:  CD Linares (-24)
- Maggior numero di cartellini gialli ricevuti:  CD Linares (86)
- Minor numero di cartellini gialli ricevuti:  Elche (34)
- Maggior numero di cartellini rossi ricevuti:  Cartagena FC (11)
- Minor numero di cartellini rossi ricevuti:  Deportivo La Coruña (0)

### Giocatori
- Capocannoniere: Julio Salinas (23 gol  Bilbao Athletic)
- Maggior numero di minuti giocati: 3420 (3 giocatori[4])
- Maggior numero di cartellini gialli ricevuti: Adriano Cano (15  CD Linares)